# Эйдхафуши
Эйдхафуши (мальд. އޭދަފުށި) — один из островов атолла Баа (Мальдивская Республика), имеющих постоянное местное население.

## Географическое положение
Город расположен на одном из 75 островов атолла Баа, расположенного в акватории Лаккадивского моря. Абсолютная высота — 0 метров над уровнем моря.

## Население
По данным переписи 2006 года численность населения Эйдхафуши составляла 2409 человек, из которых мужчины составляли 48,15 %, женщины — соответственно 51,84 %.
Динамика численности населения города по годам:
| 1995 | 2000 | 2006 |
| ---- | ---- | ---- |
| 2006 | 2401 | 2409 |

Население города по возрастному диапазону по данным переписи 2006 года распределилось следующим образом: 50,18 % — жители младше 18 лет, 11,66 % — между 19 и 25 годами, 32,25 % — от 26 до 64 лет, 5,89 % — в возрасте 65 лет и старше. Уровень грамотности среди всего населения составлял 97,18 %.

## Транспорт
Ближайший аэропорт — международный аэропорт имени Ибрагима Насира.